# Baszkuj (As-Safira)
Baszkuj – wieś w Syrii, w muhafazie Aleppo, w dystrykcie As-Safira. W 2004 roku liczyła 192 mieszkańców.